# Elaver tenuis
Elaver tenuis är en spindelart som först beskrevs av Pelegrín Franganillo Balboa 1935.  
Elaver tenuis ingår i släktet Elaver och familjen säckspindlar. Artens utbredningsområde är Kuba. Inga underarter finns listade i Catalogue of Life.